# 松川町沼袋
松川町沼袋（まつかわまちぬまぶくろ）は、福島県福島市の大字。郵便番号は960-1231。

## 地理
福島市南東部、松川地区の東端に位置している。東で飯野町明治、北で松川町金沢、西で松川町・二本松市米沢、南で福島市松川町下川崎・二本松市下川崎と接する。東の阿武隈川と南の水原川に挟まれた区域で、平地の少ない農村地域でもある。西には国道4号が通っており、その周辺には住宅地が多く見られる。

### 河川
- 阿武隈川
  - 水原川

### 字
- 北
- 北原
- 越田
- 下田
- 戸ノ内
- 浜子
- 日向

## 歴史

### 沿革
- 1889年（明治22年）4月1日 - 町村制施行により、安達郡沼袋村・下川崎村が合併し、下川崎村が発足。旧沼袋村域は下川崎村大字沼袋となる。
- 1955年（昭和30年）3月31日 - 下川崎村が信夫郡松川町に編入され、大字沼袋は松川町大字沼袋となる。
- 1966年（昭和41年）6月1日 - 松川町が福島市に編入され、大字沼袋は福島市松川町沼袋となる。

## 世帯数と人口
2017年（平成29年）6月30日現在の世帯数と人口は以下の通りである。
| 大字       | 世帯数  | 人口    |
| ---------- | ------- | ------- |
| 松川町沼袋 | 618世帯 | 1,590人 |

## 交通

### 鉄道
地内に鉄道は通っていないが、西隣の松川町の東部にあるJR松川駅がある。

### バス
- 福島交通福島支社
  - まつかわ西幼稚園経由水原線 -  地内において、西にある国道4号・福島県道52号のみを通るバス路線である。北を通る福島県道51号にはかつて路線バスが引かれていた。
    - （医大病院） - …… - （寺屋敷） - 北原 - （松川駅前） - …… - （狼ヶ森）

### 道路
- 国道4号福島南バイパス
- 福島県道39号川俣安達線
- 福島県道51号霊山松川線
  - 逢隈橋
- 福島県道52号土湯温泉線
- 福島県道147号松川渋川線
- 福島県道192号松川停車場戸ノ内線
- 福島県道307号福島飯野線

## 施設
- 福島市立下川崎小学校
- 福島市立まつかわ東幼稚園